# Idun
Idun — шведский журнал, издававшийся в Швеции с 1887 по 1963 год; был назван в честь богини Идун — в германо-скандинавской мифологии богиня вечной юности.

## История
В начале XIX века несколько европейских женщин-журналистов писали в ежедневной прессе своих стран, вследствие чего стали появляться сугубо женские издания. Центральной темой женских журналов стала мода и тенденции для женщин. В начале XX века уже существовал ряд эксклюзивных журналов мод, предназначенных для женщин, в их числе французские журналы Journal des dames et des modes и Le Moniteur de la mode, а также немецкие журналы мод Der Bazar и Die Modenwelt.
Когда шведские журналисты начали писать в ежедневной прессе о моде, материалы из этих эксклюзивных европейских журналов были использованы ими как источник вдохновения. Постепенно они начали переводить эти тексты на шведский язык, а затем публиковали материал в шведских модных журналах. Этой работой чаще всего занимались женщины-журналисты.
Одной из первых шведских журналисток, пишущих о моде, была Эльза Клен, которая в начале XX века была громким именем в шведской прессе. В статьях Клин было показано, как добиться элегантности с помощью швейных технологий, знаний текстиля и наличия доброй воли. Тексты были иллюстрированы её собственными выкройками. Впоследствии Эльза Клин начала работать журналистом в шведском еженедельнике Idun, где продолжала писать о женской моде и её тенденциях.

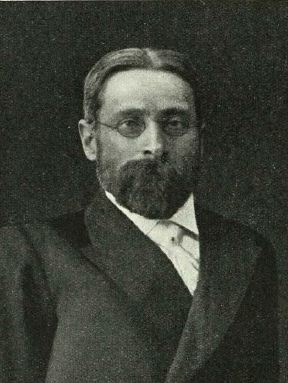
Фритьоф Хеллберг

Журнал Idun был одним из первых женских еженедельных изданий в Швеции. Он был основан в 1887 году Фритьофом Хеллбергом, редактором и издателем. Еженедельник изначально был «практическим еженедельником для женщины и дома» (Illustrerad tidning för kvinnan och hemmet), который освещал практические темы в доме, такие как шитье и кулинария. Позднее содержание приобрело более общий характер, появились отчеты, дебатные статьи и обширные художественные элементы. Основной целевой группой журнала стала «образованная женщина», но, несмотря на это, журнал также читали женщины из других социальных групп, которые не получили такой культурной и социальной поддержки, как женщины, которых редакторы хотели охватить.
В 1963 году журнал Idun был объединен с Vecko-Journalen, издававшимся с 1910 года. К концу XX века интерес к еженедельнику начал снижаться, и после многих лет падения спроса, в 1980 году, издание стало ежемесячным под новым названием Månadsjournalen. Но продолжающееся снижение спроса привело к закрытию журнала в 2002 году.